# Pentacalia nigrostagnosa
Pentacalia nigrostagnosa là một loài thực vật có hoa trong họ Cúc. Loài này được (Cuatrec.) Cuatrec. mô tả khoa học đầu tiên năm 1981.